# Église Santi Quaranta Martiri e San Pasquale Baylon
L'église Santi Quaranta Martiri e San Pasquale Baylon (en français : Saints-Quarante-Martyrs et Saint-Pascal-Baylon) est une église de Rome, située dans le rione Trastevere, via di San Francesco a Ripa.

## Histoire
Elle est dédiée aux quarante soldats romains (Les Quarante Martyrs de Sébaste) qui, durant la persécution de Licinius (310), n'ayant pas renié leur foi chrétienne, ont été immergés dans un lac glacé de Sébaste (actuel Sivas), et sont morts gelés. Pascal Baylon était un prêtre espagnol, canonisé en 1690, populairement considéré comme le protecteur des femmes.
L'église est d'origine médiévale et a été construite par le Pape Calixte II en 1122 pour le titre des Saints Quarante. Elle a été restaurée en 1608 par l'archiconfraternité de la Gonfalone, puis entre 1744 et 1747, a été reconstruite. Les pères mineurs de Pierre d'Alcantara ont à cette occasion ajouté le titre primitif de Saint Pascal Baylon; ils ont également commandé la construction d'un centre de soins ou d'un hôpital en annexe. À cette occasion, l'église a été placée sous le patronage de la Couronne d'Espagne, avec un décret royal de Philippe V, le 23 décembre 1738, confirmé par Isabelle II en 1856.

## Architecture et ornementations
La façade, de style baroque, dispose de deux ordres, divisés par une corniche. Le portail est surmonté du blason de Philippe V, tandis qu'au-dessus des portes latérales, il y a les armoiries de l'ordre des franciscains.
L'intérieur, baroque, précédé par un vestibule, a une nef unique, avec trois chapelles de chaque côté. 

## Traditions populaires
La piété populaire considérait saint Pascal Baylon comme le protecteur des femmes, surtout des femmes non mariées, de sorte que l'église était connue comme l'église des zitelle (église des célibataires).
Le saint espagnol n'était pas seulement considéré comme le protecteur des femmes célibataires, mais aussi de l'ensemble des femmes se tournant vers lui à cause de maris ne remplissant pas leur devoir conjugal. 

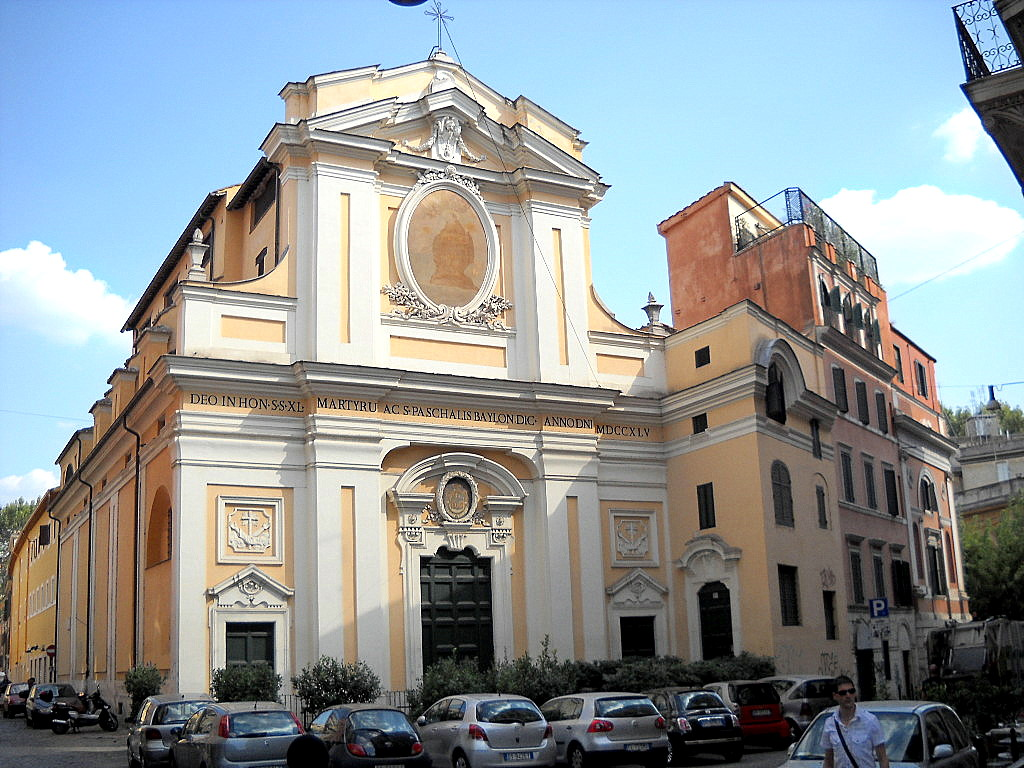
Façade baroque.
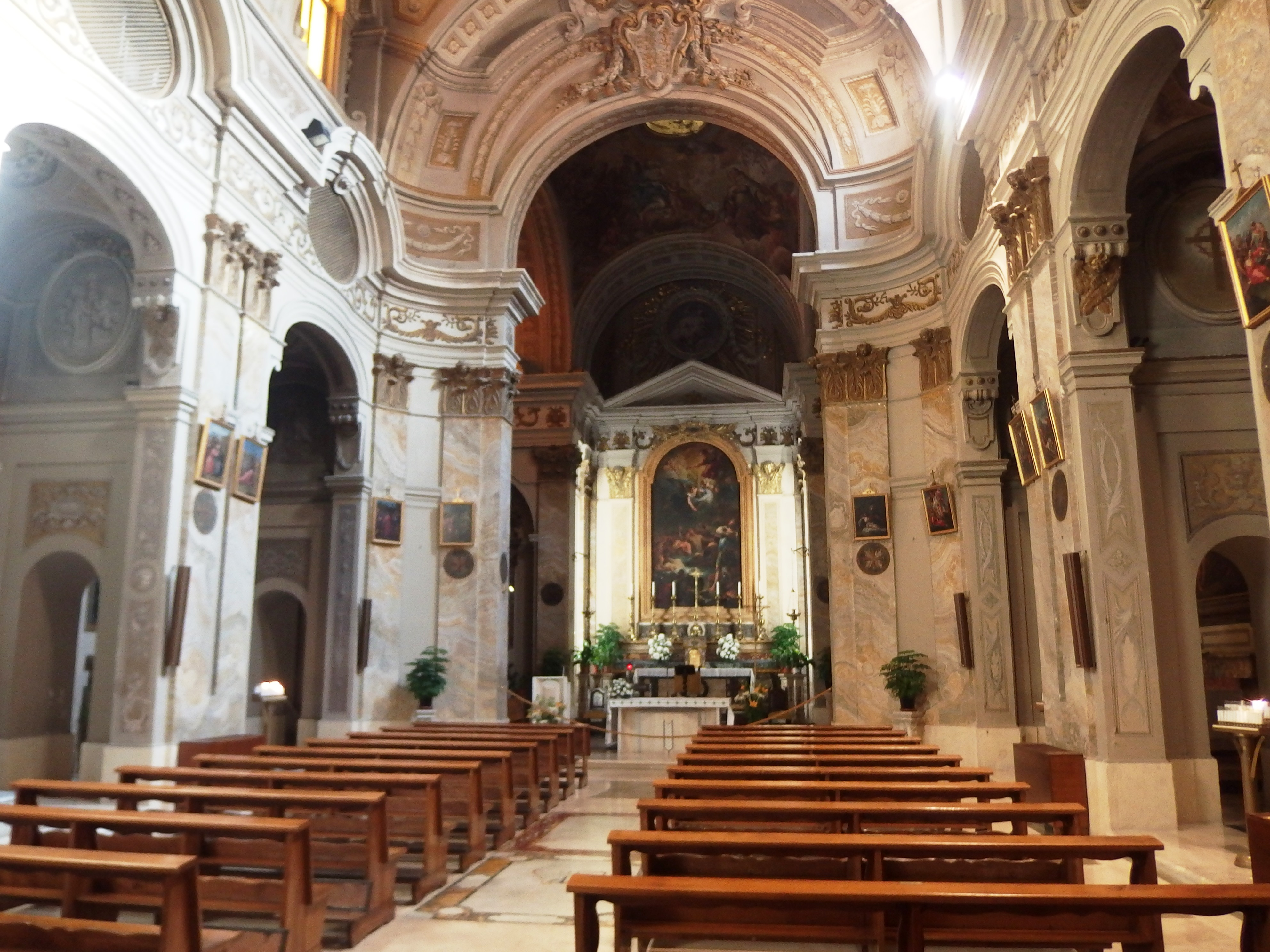
Intérieur.
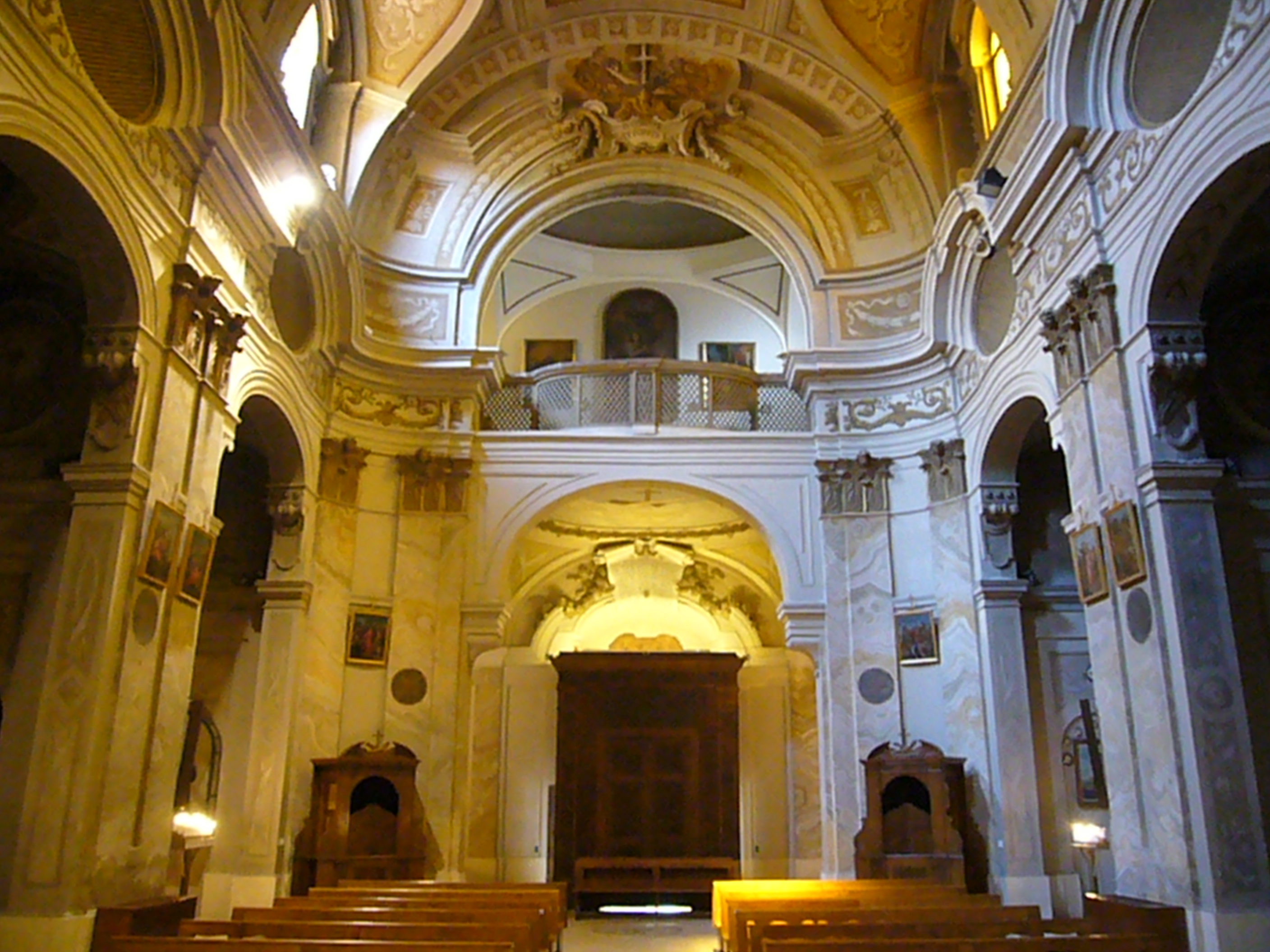
Contrefaçade.
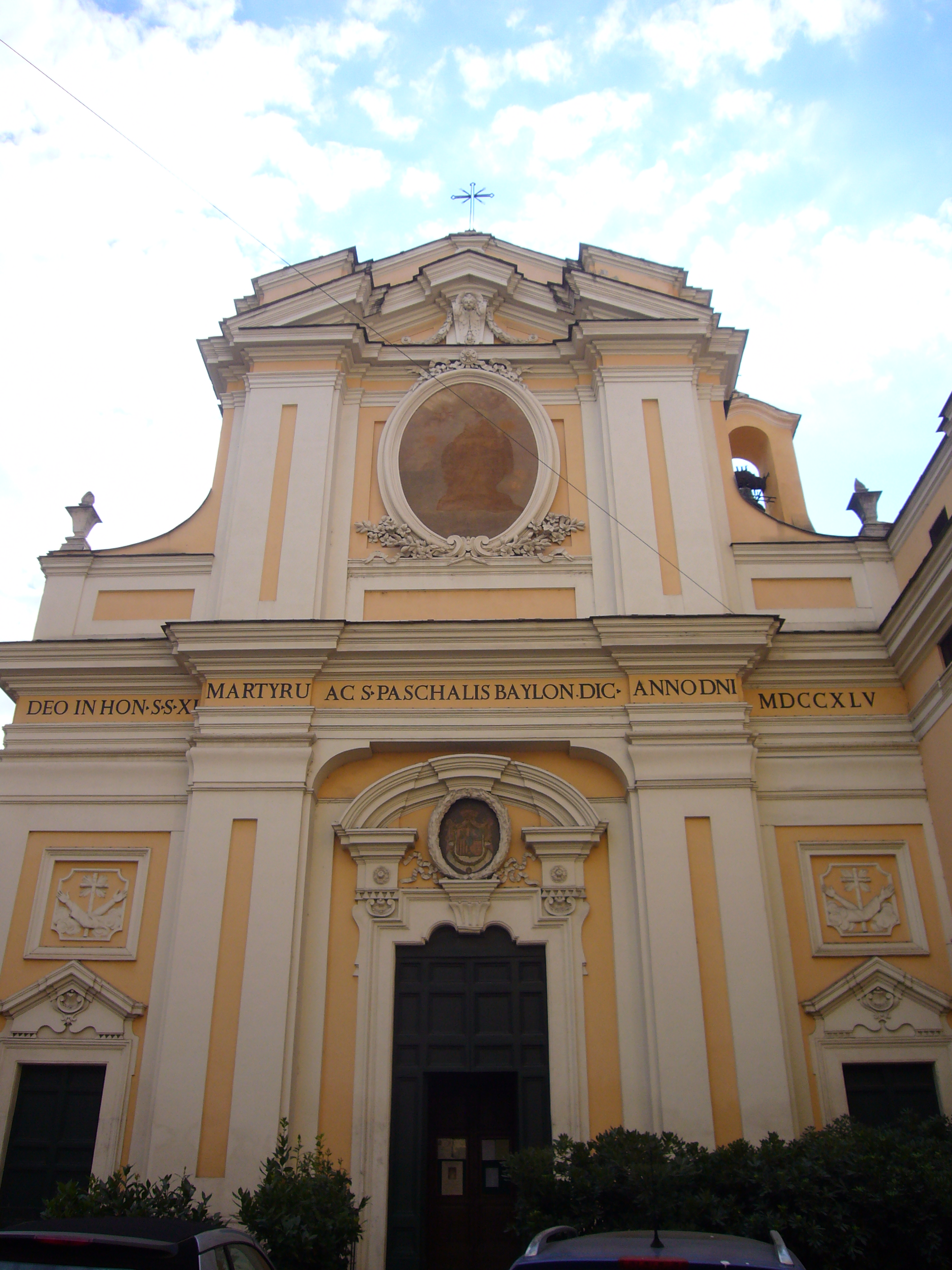
Détail de la façade.
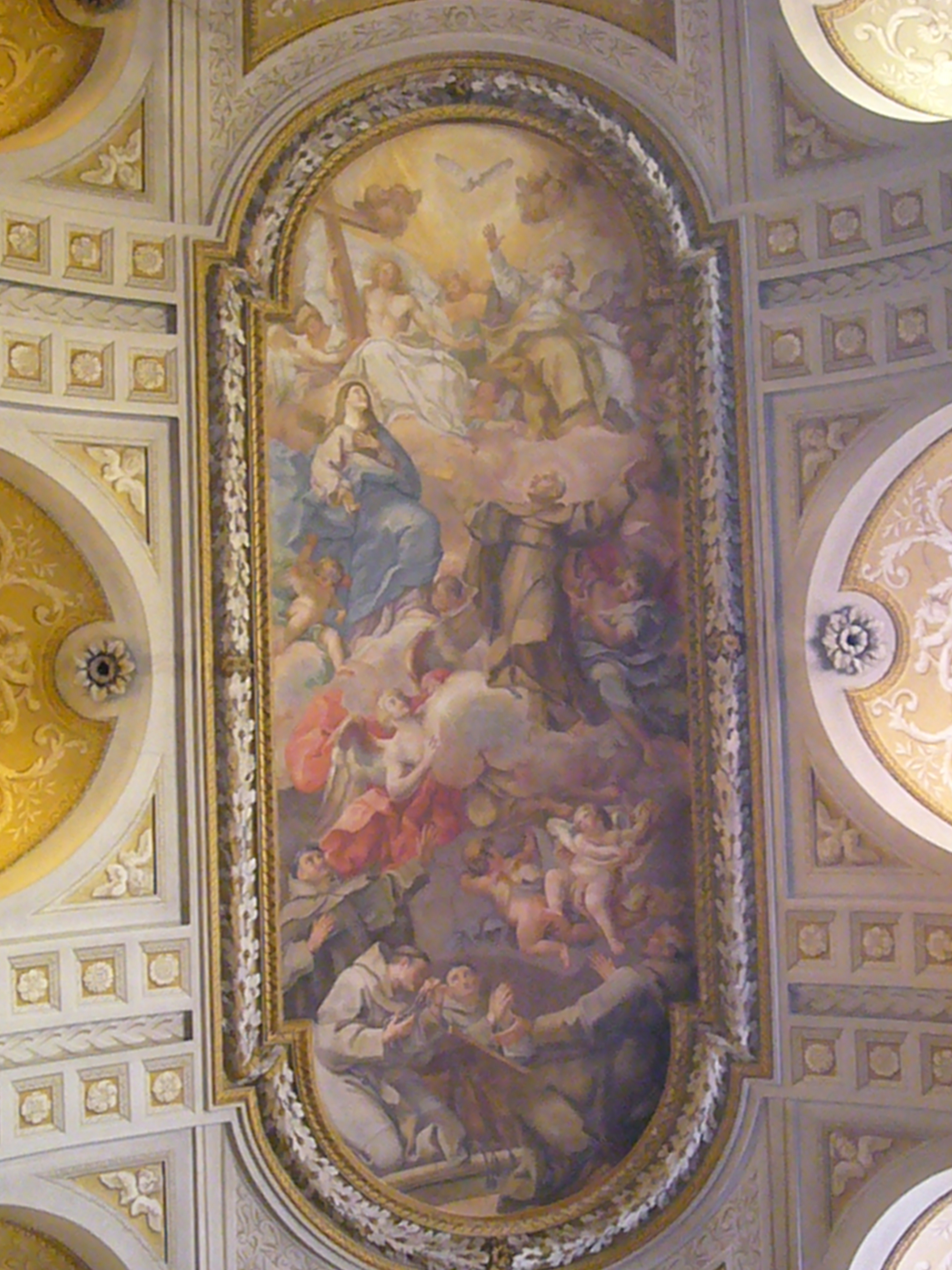
Plafond.